# Vauxhall Firenza
La Firenza è un'autovettura prodotta dalla Vauxhall dal 1970 al 1975. Della Firenza fu costruita anche una versione speciale, la HP, che era conosciuta dal pubblico come "Droopsnoot". La Firenza era il frutto dello sviluppo della Vauxhall Viva, ma possedeva un corpo vettura coupé due porte distintivo. Il modello è stato lanciato sui mercati nel maggio del 1971.

## Storia
Al momento del lancio la Firenza era disponibile con un motore a quattro cilindri in linea e valvole in testa da 1.159 cm³ di cilindrata. Erano anche offerti modelli con installato propulsori da 1.598 cm³ e 1.975 cm³ aventi distribuzione monoalbero. Il secondo motore citato era anche montato sulla Viva GT. Nel dicembre del 1971 le cilindrate dei tre motori furono aumentate, rispettivamente, a 1.256 cm³, 1.798 cm³ e 2.279 cm³. Tutti i modelli avevano il motore montato anteriormente e la trazione posteriore. Le sospensioni erano a molle elicoidali; in particolare quelle anteriori erano a quadrilateri, mentre quelle posteriori erano ad assale rigido e bracci oscillanti. Era disponibile l'allestimento SL, che era caratterizzato dall'avere un equipaggiamento superiore.
All'inizio del 1972 furono effettuati degli aggiornamenti. Tra essi ci fu l'introduzione al salone dell'automobile di Ginevra della versione 2300 Sport SL. Essa aveva in dotazione il motore da 2.279 cm³ e fu l'unica ad avere una strumentazione formata da sette indicatori (tachimetro, orologio, contagiri e gli indicatori del livello del carburante, della pressione dell'olio, della temperatura dell'acqua refrigerante e della carica della batteria). Il motore di questa versione, che era superquadro, possedeva due carburatori Stromberg e produceva 122 bhp di potenza. La curva di coppia era piuttosto elevata, e da ciò conseguivano buone prestazioni. Il modello era dotato di quattro sedili singoli (due anteriori e due posteriori). La consolle centrale, che era equipaggiata dai controlli dell'impianto di riscaldamento e dalle spie di allarme, era piuttosto distintiva e lussuosa, perlomeno per gli standard dell'epoca. La Firenza raggiungeva una velocità massima di 190 km/h. Il cambio installato era manuale a quattro rapporti sincronizzati.

## La Firenza Droopsnoot (HP)

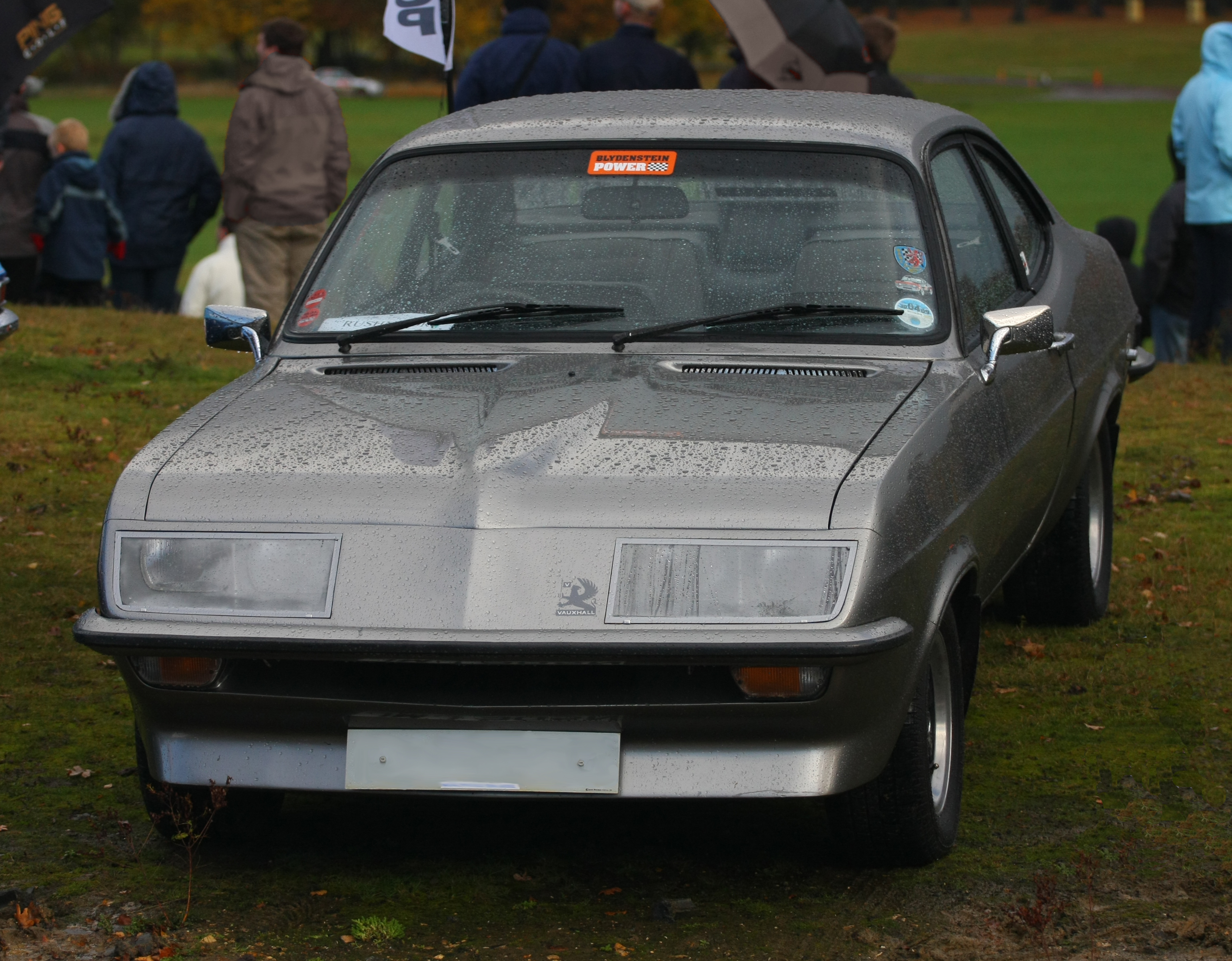
Una Firenza "Droopsnoot"

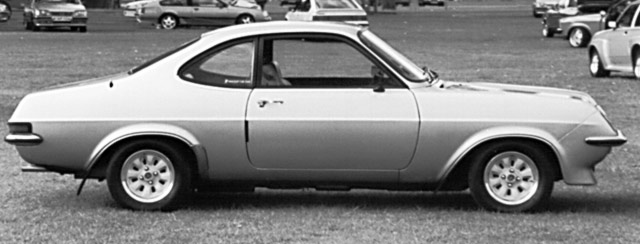
Vista laterale di una Vauxhall Firenza HP

Nel 1973 la Vauxhall lanciò una versione ad alte prestazioni della Firenza. Il nome ufficiale era "HP" (sigla di High Performance), ma essa era conosciuta colloquialmente come "Droopsnoot" per via della linea decisamente aerodinamica. Il frontale era in vetroresina e comprendeva dei fanali anteriori Cibié in vetro infrangibile. La linea ricordava vagamente quella della Alpine A310, con cui condivideva i fanali anteriori citati. Di Firenza HP vennero preparati diversi prototipi, ognuno dei quali aveva caratteristiche diverse da quelle degli altri. Uno, in particolare, assomigliava alla Ferrari 365 Daytona.
Nell'anno del lancio della HP, le Firenza originali furono ribattezzate Magnum, e quindi il nome "Firenza" continuò ad essere utilizzato solo sulla HP. La HP montava una versione potenziata del motore da 2,3 L che comprendeva diversi componenti da competizione. Questa versione erogava una potenza di 131 bhp. Il propulsore della HP aveva in dotazione dei carburatori Stromberg doppio corpo, un albero a camme modificato ed un triplo collettore di scarico. La vettura possedeva un Cx estremamente basso grazie alla sua linea, che era frutto del lavoro di Wayne Cherry. Furono potenziate anche le sospensioni ed i freni, e come cambio aveva installato una trasmissione automatica ZF a cinque rapporti. La HP era anche dotata di cerchioni in lega che montavano pneumatici speciali aventi caratteristiche speciali contro la foratura. Tutte le Firenza HP erano verniciate di grigio ed avevano degli interni neri con i sedili color argento. In sostituzione del compartimento per i guanti, la HP aveva installato una maniglia per il passeggero anteriore.
Sebbene fosse dotata di una linea che raccolse consensi e nonostante fosse stata organizzata una campagna pubblicitaria che comprese la partecipazione del modello a vari eventi sportivi, la Firenza HP non vendette bene. Il motivo principale del fallimento fu la crisi energetica del 1973, che mise in crisi le vendite delle vetture caratterizzate da alti consumi di carburante. Inoltre, per la HP, ci furono problemi sulle linee produttive e quindi le consegne degli esemplari ordinati ai clienti fu lenta. Per questi motivi, vennero prodotti solo 204 esemplari contro i 30.000 previsti. Questi dati produttivi furono un disastro per la Vauxhall, ma paradossalmente ciò portò la Firenza HP ad essere tra i modelli più ricercati dai collezionisti.
La Firenza HP partecipò con successo a molte gare automobilistiche.
Le caratteristiche della Firenza HP, soprattutto quelle relative alla linea, furono poi ereditate da modelli successivi Vauxhall come la Chevette, la Cavalier e la Carlton.

## Motorizzazioni
- quattro cilindri in linea a valvole in testa da 1.159 cm³ di cilindrata (1971)
- quattro cilindri in linea a valvole in testa da 1.256 cm³ (1972 - 1973)
- quattro cilindri in linea a valvole in testa da 1.598 cm³ (1971)
- quattro cilindri in linea a valvole in testa da 1.798 cm³ (1972 - 1973)
- quattro cilindri in linea a valvole in testa da 1.975 cm³ (1971)
- quattro cilindri in linea a valvole in testa da 2.279 cm³ (1972 - 1975)